# Fernand Delort
Pour les articles homonymes, voir Delort.
Fernand Delort, né le 29 janvier 1936 à Andernos-les-Bains et mort le 25 août 2022 à Arès,, est un coureur cycliste français. Professionnel de 1960 à 1963, il a notamment été équipier de Jacques Anquetil.
Son frère André et son fils Dominique ont également été coureurs cyclistes.

## Palmarès
- 1959
  - 2e étape du Circuit du Bocage vendéen
  - 3e du Circuit du Bocage vendéen
- 1960
  - Champion de Guyenne
- 1961
  - Bordeaux-Saintes
  - 3e étape du Grand Prix de la Bicicleta Eibarresa
  - Grand Prix d'Espéraza
  - 3e de Paris-Camembert
- 1962
  - 3ea étape de Paris-Nice (contre-la-montre par équipes)
  - Étoile du Léon
  - Circuit d'Aquitaine :
    - Classement général
    - 1re étape

  - Grand Prix d'Espéraza
  - 3e de Bordeaux-Saintes
  - 7e de Paris-Tours
- 1963
  - Bordeaux-Saintes
  - 4e étape du Circuit d'Aquitaine
  - Grand Prix de la Tomate
  - 3e du Grand Prix d'Espéraza
  - 3e du Circuit de l'Aulne